# Racing Club de Lens 2001-2002
Questa voce raccoglie le informazioni riguardanti il Racing Club de Lens nelle competizioni ufficiali della stagione 2001-2002.

## Maglie e sponsor
Lo sponsor tecnico per la stagione 2001-2002 è Nike, mentre lo sponsor ufficiale è Orange. Le divise per la stagione sono caratterizzate da un nuovo motivo a quarti.
|  | Casa | Trasferta | Terza divisa |  |

## Organigramma societario
Area direttiva
- Presidente: Gervais Martel

Area tecnica
- Direttore sportivo: Patrice Bergues
- Allenatore: Daniel Leclercq
- Allenatore in seconda: Georges Tournay
- Preparatore dei portieri: Michel Ettorre

## Rosa
| N. |                      | Ruolo | Calciatore                  |
| -- | -------------------- | ----- | --------------------------- |
| 1  | Francia (bandiera)   | P     | Guillaume Warmuz (capitano) |
| 2  | Francia (bandiera)   | D     | Éric Sikora                 |
| 4  | Mali (bandiera)      | D     | Adama Coulibaly             |
| 5  | Francia (bandiera)   | C     | Jocelyn Blanchard           |
| 6  | Francia (bandiera)   | D     | Franck Queudrue             |
| 7  | Francia (bandiera)   | C     | Mickaël Debève              |
| 8  | Francia (bandiera)   | D     | Jean-Guy Wallemme           |
| 9  | Senegal (bandiera)   | A     | Lamine Sakho                |
| 10 | Francia (bandiera)   | C     | Daniel Moreira              |
| 11 | Senegal (bandiera)   | A     | El-Hadji Diouf              |
| 13 | Senegal (bandiera)   | C     | Pape Sarr                   |
| 14 | Senegal (bandiera)   | D     | Ferdinand Coly              |
| 15 | Rep. Ceca (bandiera) | C     | Radek Bejbl                 |

| N. |                       | Ruolo | Calciatore              |
| -- | --------------------- | ----- | ----------------------- |
| 16 | Francia (bandiera)    | P     | Sébastien Chabbert      |
| 17 | Francia (bandiera)    | D     | Yoann Lachor            |
| 19 | Francia (bandiera)    | D     | Patrick Barul           |
| 20 | Francia (bandiera)    | A     | Antoine Sibierski       |
| 21 | Francia (bandiera)    | D     | Djimi Traoré            |
| 23 | Jugoslavia (bandiera) | C     | Nenad Grozdić           |
| 25 | Francia (bandiera)    | D     | Valérien Ismaël         |
| 26 | Francia (bandiera)    | C     | Stéphane Pédron         |
| 27 | Guinea (bandiera)     | D     | Daouda Jabi             |
| 28 | Francia (bandiera)    | C     | Charles-Édouard Coridon |
| 29 | Francia (bandiera)    | A     | Ludovic Delporte        |
| 30 | Francia (bandiera)    | P     | Charles Itandje         |
| 33 | Francia (bandiera)    | A     | Mathieu Bucher          |

## Statistiche

### Andamento in campionato
| Giornata  | 1 | 2 | 3 | 4 | 5 | 6 | 7 | 8 | 9 | 10 | 11 | 12 | 13 | 14 | 15 | 16 | 17 | 18 | 19 | 20 | 21 | 22 | 23 | 24 | 25 | 26 | 27 | 28 | 29 | 30 | 31 | 32 | 33 | 34 |
| --------- | - | - | - | - | - | - | - | - | - | -- | -- | -- | -- | -- | -- | -- | -- | -- | -- | -- | -- | -- | -- | -- | -- | -- | -- | -- | -- | -- | -- | -- | -- | -- |
| Luogo     | C | T | C | T | C | T | C | T | C | T  | C  | T  | C  | C  | T  | C  | T  | C  | T  | C  | T  | C  | T  | C  | T  | C  | T  | C  | T  | T  | C  | T  | C  | T  |
| Risultato | V | V | V | V | N | N | V | P | N | V  | V  | V  | N  | V  | N  | V  | P  | V  | V  | N  | V  | N  | V  | V  | P  | N  | V  | V  | P  | N  | N  | P  | V  | P  |
| Posizione | 3 | 1 | 1 | 1 | 1 | 2 | 1 | 3 | 4 | 2  | 1  | 1  | 1  | 1  | 1  | 1  | 1  | 1  | 1  | 1  | 1  | 1  | 1  | 1  | 1  | 1  | 1  | 1  | 1  | 1  | 1  | 1  | 1  | 2  |

Fonte:  France » Ligue 1 2001/2002 » Schedule, su worldfootball.net.
Legenda:

Luogo: C = Casa; T = Trasferta. Risultato: V = Vittoria; N = Pareggio; P = Sconfitta.